# Duke Nalon
Dennis „Duke“ Nalon (* 2. März 1913 in Chicago; † 26. Februar 2001 in Indianapolis) war ein US-amerikanischer Autorennfahrer.

## Karriere
Die Karriere von Duke Nalon begann durch einen Zufall. Nalon gehörte in den 1930er-Jahren zur Boxencrew des US-amerikanischen Rennfahrers Wally Zale und fuhr dessen Einsatzfahrzeuge vor den Rennen ein. Als der Teamchef Walter Galven einen Rennfahrer suchte, empfahl Zale ihm Nalon, der die Chance nutzte und gleich sein erstes Midget-Rennen gewann.
Nalon, dessen Spitzname The Iron Duke war, gehörte zur Chicago Gang rund um Tony Bettenhausen und fuhr Midget-Rennen bis ans Ende seiner Karriere. 1938 sicherte es sich den Meistertitel der East-Coast-AAA-Sprint-Car-Serie.
Nolan gab 1938 sein Debüt beim 500-Meilen-Rennen von Indianapolis. 1949 und 1951 startete er aus der Pole-Position, seine beste Platzierung war der dritte Rang 1948. Da das 500-Meilen-Rennen von 1950 bis 1960 zur Weltmeisterschaft der Formel 1 zählte, stehen bei Nalon auch drei Starts bei Weltmeisterschaftsläufen in der Statistik. Punkte konnte er nicht erzielen.

## Statistik

### Indy-500-Ergebnisse
| Jahr | Startnr. | Start | Qual (km/h) | Ergebnis | Runden | Führung | Ausfall                                      |
| ---- | -------- | ----- | ----------- | -------- | ------ | ------- | -------------------------------------------- |
| 1937 | 21       | DNQ   |             |          |        |         |                                              |
| 1938 | 43       | 33    | 183,159     | 11       | 178    |         |                                              |
| 1940 | 21       | 25    | 195,984     | 22       | 120    |         | Antrieb                                      |
| 1941 | 17       | 30    | 197,851     | 15       | 173    |         |                                              |
| 1946 | 54       | 32    | 192,589     | 22       | 45     |         | Antrieb                                      |
| 1946 | 25       |       |             | 122      | 45     |         | fuhr Snowbergers Wagen; Rd. 90–134; Getriebe |
| 1947 | 46       | 18    | 207,265     | 16       | 119    |         | Motor                                        |
| 1948 | 54       | 11    | 211,771     | 3        | 200    | 9       |                                              |
| 1949 | 54       | 1     | 199,428     | 29       | 23     | 23      | Unfall                                       |
| 1950 | 38       | DNQ   |             |          |        |         |                                              |
| 1951 | 18       | 1     | 219,64      | 10       | 151    |         | Motor                                        |
| 1952 | 36       | 4     | 219,141     | 25       | 84     |         | Kompressor                                   |
| 1953 | 9        | 26    | 217,982     | 11       | 191    |         | Dreher                                       |
| 1954 | 8        | DNQ   |             |          |        |         |                                              |

| Legende  | Legende            | Legende                                                          |
| Farbe    | Abkürzung          | Bedeutung                                                        |
| -------- | ------------------ | ---------------------------------------------------------------- |
| Gold     | –                  | Sieg                                                             |
| Silber   | –                  | 2. Platz                                                         |
| Bronze   | –                  | 3. Platz                                                         |
| Grün     | –                  | Platzierung in den Punkten                                       |
| Blau     | –                  | Klassifiziert außerhalb der Punkteränge                          |
| Violett  | DNF                | Rennen nicht beendet (did not finish)                            |
| Violett  | NC                 | nicht klassifiziert (not classified)                             |
| Rot      | DNQ                | nicht qualifiziert (did not qualify)                             |
| Rot      | DNPQ               | in Vorqualifikation gescheitert (did not pre-qualify)            |
| Schwarz  | DSQ                | disqualifiziert (disqualified)                                   |
| Weiß     | DNS                | nicht am Start (did not start)                                   |
| Weiß     | WD                 | zurückgezogen (withdrawn)                                        |
| Hellblau | PO                 | nur am Training teilgenommen (practiced only)                    |
| Hellblau | TD                 | Freitags-Testfahrer (test driver)                                |
| ohne     | DNP                | nicht am Training teilgenommen (did not practice)                |
| ohne     | INJ                | verletzt oder krank (injured)                                    |
| ohne     | EX                 | ausgeschlossen (excluded)                                        |
| ohne     | DNA                | nicht erschienen (did not arrive)                                |
| ohne     | C                  | Rennen abgesagt (cancelled)                                      |
| ohne     | keine WM-Teilnahme |                                                                  |
| sonstige | P/fett             | Pole-Position                                                    |
| sonstige | 1/2/3/4/5/6/7/8    | Punktplatzierung im Sprint-/Qualifikationsrennen                 |
| sonstige | SR/kursiv          | Schnellste Rennrunde                                             |
| sonstige | *                  | nicht im Ziel, aufgrund der zurückgelegten Distanz aber gewertet |
| sonstige | ()                 | Streichresultate                                                 |
| sonstige | unterstrichen      | Führender in der Gesamtwertung                                   |